# Ashari Fajri
Ashari Fajri (* 10. listopadu 1989 Jakarta) je reprezentant Indonésie ve sportovním lezení, mistr Asie v lezení na rychlost.

## Výkony a ocenění
- 2014,2016: mistr Asie
- 2016: nominace na Světové hry 2017 v polské Vratislavi za vítězství na MA

### Závodní výsledky
| Světové hry  | Světové hry |
| Rok          | 2017        |
| ------------ | ----------- |
| Rychlost     | 10          |
| nejlepší čas | 6.55        |

| Světový pohár | Světový pohár  | Světový pohár   |
| Rok           | 2013           | 2014            |
| ------------- | -------------- | --------------- |
| Rychlost      | 37-38          | 34              |
| jednotlivě*   | -,-,-,-,11,-,- | 20,21,-,-,-,-,- |
| nejlepší čas  | 7.23           | 6.88            |

* poznámka: nalevo jsou poslední závody v roce
| Mistrovství Asie | Mistrovství Asie | Mistrovství Asie |
| Rok              | 2014             | 2016             |
| ---------------- | ---------------- | ---------------- |
| Rychlost         | 1                | 1                |
| nejlepší čas     | 6.48             | 6.50             |